# 역삼중학교
역삼중학교(驛三中學校)는 대한민국 서울특별시 강남구 역삼동에 있는 공립 중학교이다.

## 학교 연혁
- 1985년 3월 1일 : 초대 송영섭 교장 취임
- 1985년 3월 5일 : 개교
- 1988년 2월 12일 : 제1회 졸업식 (1,190명)
- 2023년 2월 3일 : 제36회 졸업식(373명)
- 2023년 3월 1일 : 제17대 육경신 교장 취임
- 2023년 3월 2일 : 제39회 입학식(381명)

## 참고 자료
- 역삼중학교 - 한국교육학술정보원 학교알리미